# Laurence Olivier Award for Best Company Performance
Der Laurence Olivier Award for Best Company Performance (deutsch: Laurence Olivier Auszeichnung für die beste Opernkompagnie) war ein britischer Theater- und Musicalpreis, der 2009 vergeben wurde.

## Geschichte und Hintergrund
Die Laurence Olivier Awards werden seit 1976 jährlich in zahlreichen Kategorien von der Society of London Theatre vergeben. Sie gelten als höchste Auszeichnung im britischen Theater und sind vergleichbar mit den Tony Awards am amerikanischen Broadway. Ausgezeichnet werden herausragende Darsteller und Produktionen einer Theatersaison, die im Londoner West End zu sehen waren. Die Nominierten und Gewinner der Laurence Olivier Awards „werden jedes Jahr von einer Gruppe angesehener Theaterfachleute, Theaterkoryphäen und Mitgliedern des Publikums ausgewählt, die wegen ihrer Leidenschaft für das Londoner Theater“ bekannt sind. Einer der Auszeichnungen war der Laurence Olivier Award for Best Company Performance. Der Preis wurde nur im Jahr 2009 vergeben.

## Gewinner und Nominierte
Die Übersicht der Gewinner und Nominierten listet die nominierten Produktionen und Regisseure. Der Gewinner eines Jahres ist grau unterlegt und fett angezeigt.

### 2009
| Jahr                 | Produktion          | Regisseur |
| -------------------- | ------------------- | --------- |
| 2009                 |                     |           |
| The Histories        | Michael Boyd        |           |
| August: Osage County | Anna D. Shapiro     |           |
| Black Watch          | John Tiffany        |           |
| The Norman Conquests | Matthew Warchus     |           |
| Sunset Boulevard     | Craig Revel Horwood |           |